# Necator
Necator ist eine Gattung der Hakenwürmer, deren Vertreter beim Menschen und anderen Primaten, bei Schweinen, selten auch bei Hunden, Nashörnern und Manis parasitieren.

## Merkmale
Männchen sind 7 bis 9 mm lang, Weibchen 9 bis 11 mm. Der Rückenkonus wird von zwei subdorsalen Platten gestützt, welche im Gegensatz zu Brachyclonus, gespalten sind. Die Ovijektoren der Weibchen haben einen verlängerten Vorhof. Die Dorsalrippen der Bursa copulatrix der Männchen sind deutlich kürzer als die seitlichen Rippen. Die seitliche Rippe hat einen tiefen medianen Einschnitt.

## Systematik
Necator wird von Hodda (2022) in die Tribus Bunostomini und die Untertribus Bunostominii eingeordnet. Die Tribus Bunostomini war von Arthur Looss 1911 zur Unterfamilie Bunostominae erhoben worden, nach der neueren Systematik sind sie wieder als Tribus in die Hakenwürmer (Ancylostomatinae) integriert. Zur Gattung gehören folgende vier Arten:
- Necator americanus Stiles, 1903
- Necator congolensis Gedoelst, 1916
- Necator exilidens Looss, 1912
- Necator suillus Stiles, 1903

Die Art Necator urichi wurde in die Gattung Cameronecator überführt.